# Parafia Miłosierdzia Bożego w Rokitnie Szlacheckim
Parafia Miłosierdzia Bożego w Rokitnie Szlacheckim – parafia rzymskokatolicka znajdująca się w diecezji sosnowieckiej, w dekanacie łazowskim.

## Historia
18 sierpnia 1987 roku biskup częstochowski Stanisław Nowak utworzył wikariat terenowy na terenie parafii pw. św. Michała Archanioła w Łazach. Parafię Miłosierdzia Bożego w Rokitnie Szlacheckim erygował 7 grudnia 1992 roku biskup  Adam Śmigielski SDB. Budowę kościoła rozpoczęto 17 maja 1989 roku. 

## Proboszczowie
- ks. Piotr Kubat (1992–2024)[1]
- ks. Janusz Bochenek (administrator od 2024)[2]